# کورت متزیگ
کورت متزیگ (آلمانی: Kurt Maetzig؛ ‏ ۲۵ ژانویهٔ ۱۹۱۱ – ۸ اوت ۲۰۱۲) کارگردان آلمانی بود که تأثیر قابل توجهی بر صنعت فیلم در آلمان شرقی داشت. او یکی از ارجمندترین فیلمسازان جمهوری دموکراتیک آلمان بود. پس از بازنشستگی، او در ویلدکول مکلنبورگ زندگی کرد و صاحب سه فرزند شد.
از فیلم‌های او می‌توان به «حکایت یک زوج جوان» (۱۹۵۲) اشاره کرد.
وی بابت آثارش برندهٔ جوایز مختلفی شده بود که از آن میان می‌توان به جایزه بامبی (۱۹۴۹) اشاره کرد.